# Iwawa
Iwawa es un valiato mixto de Tanzania, situado en el valiato de Makete, en la región de Njombe. Según el censo de 2012, contaba con una población de 10 176 habitantes, pero el número es decadente, pues el censo de 2002 registró unos 12 108. Se considera la capital de Makete.[cita requerida] Su Código postal es 59501.